# Río Buller
El río Buller es un río de la Isla Sur de Nueva Zelanda. Es uno de los ríos más largos del país y fluye a lo largo de 170 kilómetros desde el lago Rotoiti, pasando por el desfiladero de Buller, hasta desembocar en el mar de Tasmania, cerca de la ciudad de Westport. Dentro del desfiladero de Buller y aguas abajo de la unión con el río Deepdale, el Buller cruza del distrito de Tasmania al de Buller. La cordillera de Paparoa separa el río Buller del río Grey. En la cuenca del Buller se encuentra una de flora y fauna que también se extienden por las laderas de la cordillera de Paparoa.
El río lleva el nombre de Charles Buller, miembro del Parlamento del Reino Unido de Gran Bretaña e Irlanda (RU) y director de la New Zealand Company, una empresa con sede en el Reino Unido que a principios del siglo XIX contaba con una carta real de apoyo a la colonización de Nueva Zelanda. El nombre original en maorí del Buller es Kawatiri. 
El río Buller, aguas arriba de Murchison, junto con el río Mangles, son populares para la práctica del kayak en aguas bravas y la pesca recreativa. La carretera estatal 6 sigue el río en gran parte de su recorrido.
Este río tiene un caudal medio anual de 429 metros cúbicos por segundo y cuenta con el mayor caudal de crecida de todos los ríos neozelandeses, que supera los 14.000 metros cúbicos por segundo.

## Afluentes
El Buller tiene varios afluentes importantes. Entre ellos se encuentran (en orden desde el lago Rotoiti) el río Gowan, el río Matakitaki, el río Maruia y el río Inangahua. Otros afluentes menores son los ríos Hope, Owen, Mangles, Matiri, Blackwater, Ohikaiti y Ohikanui.
En julio de 2001 entró en vigor la Orden de Conservación del Agua del Buller, en la que se enumeran las aguas del río Buller y sus afluentes que deben mantenerse en su estado natural o protegerse debido a sus características, rasgos y valores excepcionales.